# Сер Ґавейн і Зелений Лицар
"Сер Ґавейн і Зелений Лицар" (англ. Sir Gawain and the Green Knight) — алітераційна поема невідомого автора XIV століття, яка є лицарським романом, що присвячений пригодам сера Ґавейна, племінника короля Артура, і відображає дух лицарства та вірності своєму слову. Образи, використані у поемі, зародились у кельтській, германській та інших фольклорно-міфологічних традиціях.
Сер Ґавейн і Зелений Лицар — визначний зразок лицарського роману, де є типовий для жанру сюжет, пов’язаний із проходженням героєм різних випробувань, які були перевіркою його якостей. Різноманітні критичні трактування поеми — від християнської до феміністичної — висвітлюють різноманітні у творі теми, як наприклад, конфлікт між жителями Англії та Уельсу.
В англомовних країнах інтерес до твору зберігається завдяки перекладу із середньоанглійської на сучасну англійську мову Джоном Р. Р. Толкіном. Існують також переклади Саймона Армітіджа і Джона Гарднера та кілька екранізацій. 

## Сюжет

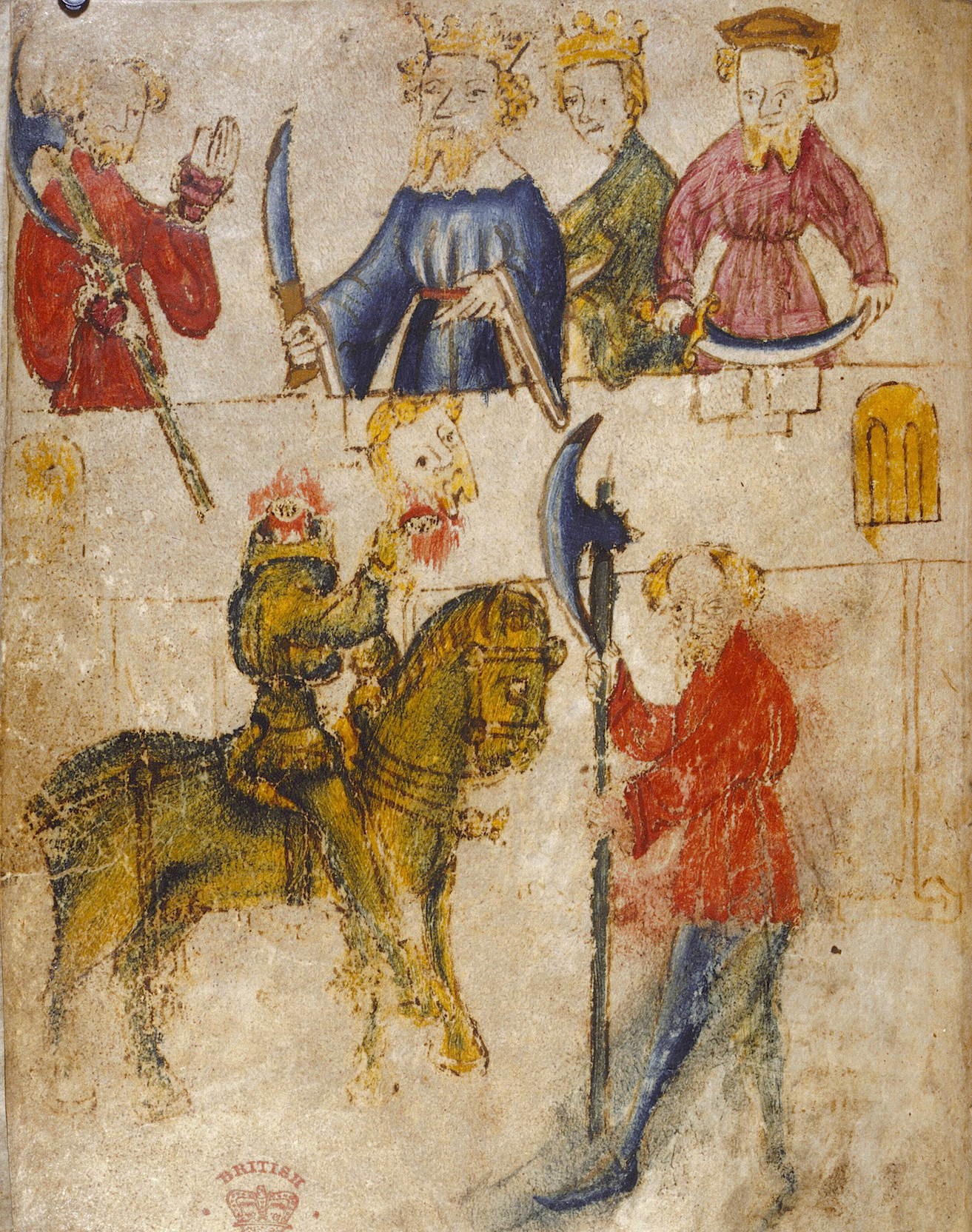
Сер Ґавейн і Зелений Лицар (із оригіналу манускрипту, ілюстрація невідомого художника)

Оповідь починається у Камелоті під час святкування Нового року. Король Артур влаштовує свято і роздає подарунки. У розпал веселощів з’являється Зелений Лицар із великою сокирою і пропонує парі. Він просить кого-небудь із присутніх ударити його за умови, що через рік і один день Зелений Лицар завдасть відповідного удару. Ґавейн, наймолодший із лицарів Артура і його племінник, приймає виклик і відрубує йому голову, але Зелений Лицар ставить свою голову на місце, нагадує Ґавейну про зустріч у Зеленій каплиці та йде. 
Через рік Ґавейн їде на пошуки Зеленої каплиці і потрапляє у замок лорда Бертілака і його дружини. Ґавейн розповідає їм про свій договір; Бертілак говорить, що Зелена каплиця знаходиться близько від замку і пропонує Ґавейну залишитися на гостину. 
Наступного дня Бертілак і Ґавейн домовляються: перший віддасть Ґавейну все, що здобуде під час полювання за день, натомість Ґавейн віддасть йому все, що він за цей день якимось чином отримає. За відсутності чоловіка леді Бертілак намагається спокусити Ґавейна. Та їй це не вдається, окрім одного поцілунка. Увечері Бертілак віддає Ґавейну оленя, у відповідь той отримує здобутий за день поцілунок. Наступного дня відбувається обмін кабана на два поцілунки. Третього дня леді Бертілак віддає Ґавейну зелений шовковий пояс, який захищає від будь-якої фізичної шкоди. Увечері Ґавейн повернув тільки три поцілунки в обмін на лисицю, але пояс залишив собі.
У визначений день Ґавейн відбуває до Зеленої каплиці, де Зелений Лицар двічі замахується сокирою на Ґавейна, але двічі зупиняється. Втретє Зелений Лицар залишає йому невеликий шрам на шиї. Потім Зелений Лицар розкриває свою таємницю: він — лорд Бертілак, і пояснює, що всі маніпуляції були здійснені чарівницею Морґаною, злою сестрою Артура. Лицарі прощаються і залишаються друзями. Ґавейн повертається у Камелот, одягнутий у зелений пояс, на знак сорому і невиконаної обіцянки. Лицарі Круглого Столу також зобов'язуються пов'язувати зелені пояси для нагадування про пригоди Ґавейна.

## Авторство поеми
Справжнє ім'я автора (або авторів) поеми невідомо. Але деякі відомості про особистість автора можна отримати безпосередньо із самих творів. Манускрипт, що зберігся до наших днів, у якому містилися поема «Сер Ґавейн і Зелений Лицар» та три релігійні твори, відомий як Cotton Nero A.x (названий за ім’ям власника — колекціонера Роберта Коттона). До Коттона рукопис належав перекладачеві та вченому Генрі Савілю. Небагато відомо про попередніх власників; у 1824 році, коли рукопис було надруковано у другому виданні «Історії» Томаса Вортона, про твори було практично нічого не відомо. Текст «Сера Ґавейна і Зеленого Лицаря» був надрукований повністю тільки у 1839 році. Часом написання твору вважається кінець XIV століття; таким чином, людина, яка написала «Сера Ґавейна і Зеленого Лицаря» — сучасник Джеффрі Чосера, автора Кентерберійських оповідань. Три інших твори з рукопису — Перлину, Чистоту і Терпіння — приписують авторству того ж поета, але їхній текст записаний іншою людиною; відсутні конкретні докази того, що всі чотири твори вийшли з-під пера одного і того ж автора, але результати порівняльного аналізу діалектизмів, поетичної форми і мови схиляються до того, що в усіх цих творах один автор.
Відомості про автора досить розмиті. У 1925 році після досліджень алюзій, стилю і тематики твору Дж. Р. Р. Толкін і Е. В. Гордон зробили висновок:
Найчастіше авторство твору приписують Джону Мессі Коттонському. Він жив у тому ж регіоні і, можливо, є автором поеми Св. Еркенвальд, стилістично подібною до «Сера Ґавейна і Зеленого Лицаря», але Св. Еркенвальда частіше відносять до іншої епохи, і автор вважається невідомим до цього часу.

## Віршована форма
Сер Ґавейн і Зелений Лицар складається із 2530 рядків та 101 станса, написаний у типовому для кінця XIV століття стилі «Алітеративного Відродження». Замість метричної складової структури і рим використовується алітераційний вірш, який базується на двох наголошених складах на початку рядка та двох — у кінці. Кожний рядок завжди містить паузу — цезуру, що розділяє рядок на дві частини. Послідовник традиції своїх попередників, автор поеми, виступає більш вільно щодо стандартів віршування. Поет розбиває алітераційні рядки на різні за величиною групи, номінальні станси закінчуються ритмічною секцією із п’яти рядків, відомих як bob and wheel, де «bob» — дуже короткий рядок, який інколи складається тільки з двох складів, за яким іде «wheel» — довгий рядок із внутрішнім ритмом.
| Оригінал | Сучасна англійська |
| --- | --- |
| (bob) ful clene (wheel) for wonder of his hwe men hade set in his semblaunt sene he ferde as freke were fade and oueral enker grene (рядки 146—150) | (bob) full clean. (wheel) Great wonder of the knight Folk had in hall, I ween, Full fierce he was to sight, And over all bright green. (рядки 146—150) |

## Подібні сюжети

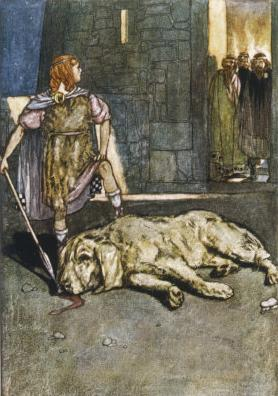
Легендарний ірландський герой Кухулін, як і Ґавейн, зіткнувся із випробуванням своїх якостей.
(Кухулін убиває собаку Куліна — Стівен Рід, 1904)

Найраніша історія, де зустрічається зітнення голови, — написана у VIII столітті ірландська сага Пір Брікрена. У ній суперник Кухуліна замахується тричі сокирою та відпускає героя з миром. Парі на обезголовлювання також з’являється у творі кінця XII столяття «Життя Карадока» і у так званому «першому продовженні» лицарського роману — «Персеваль, або Повість про Ґрааль Кретьєна де Труа». Ланселот стикається з подібним парі у творі початку XIII століття Перлесваус.
В історіях Дівчина з віслюком (The Girl with the Mule, або The Mule Without a Bridle) та Hunbaut Ґавейн потрапляє у подібні ситуації. У Hunbaut Ґавейн відрубує голову противнику, встигнувши зняти з нього чарівний плащ, який його захищав. У кількох історіях жінки, так само, як і леді Бертілак, часто на вимогу своїх чоловіків, перевіряють лицарів: Ідер (Yder), Ланселот-Ґрааль, Hunbaut і Лицар Меча (The Knight of the Sword). У двох останніх головним героєм є Ґавейн.
У середньовічному циклі валлійських повістей Мабіногіон Пуйлл міняється місцями з Арауном, володарем Аннуна (потойбічного світу). Попри те, що Пуйлл приймає зовнішність Арауна, він зміг витримати і не піддатися спокусі вступити у зв'язок із дружиною останнього.
Після появи Сера Ґавейна і Зеленого Лицаря були створені подібні за сюжетом твори. Зелений Лицар (The Green Knight) (XV—XVII ст.) — римований поетичний переказ тієї ж історії. У цьому творі сюжет спрощений, більш детально розкриваються мотиви героїв, деякі імена змінені. В іншому творі Турок і Ґавейн (The Turke and Gowin) (XV ст.) при дворі Короля Артура з’являється турок і пропонує подібні із Зеленим Лицарем парі. Карл із Карлайла (The Carle of Carlisle) (XVII ст.) також подібний із Сером Ґавейном і Зеленим Лицарем: Карл пропонує Ґавейну відрубати йому голову в обмін на можливість потім самому завдати удару. На відміну від сюжету Сера Ґавейна і Зеленого Лицаря, Карл живий після удару Ґавейна, але не завдає відповідний удар.

## Тематика твору

### Спокуса і випробування

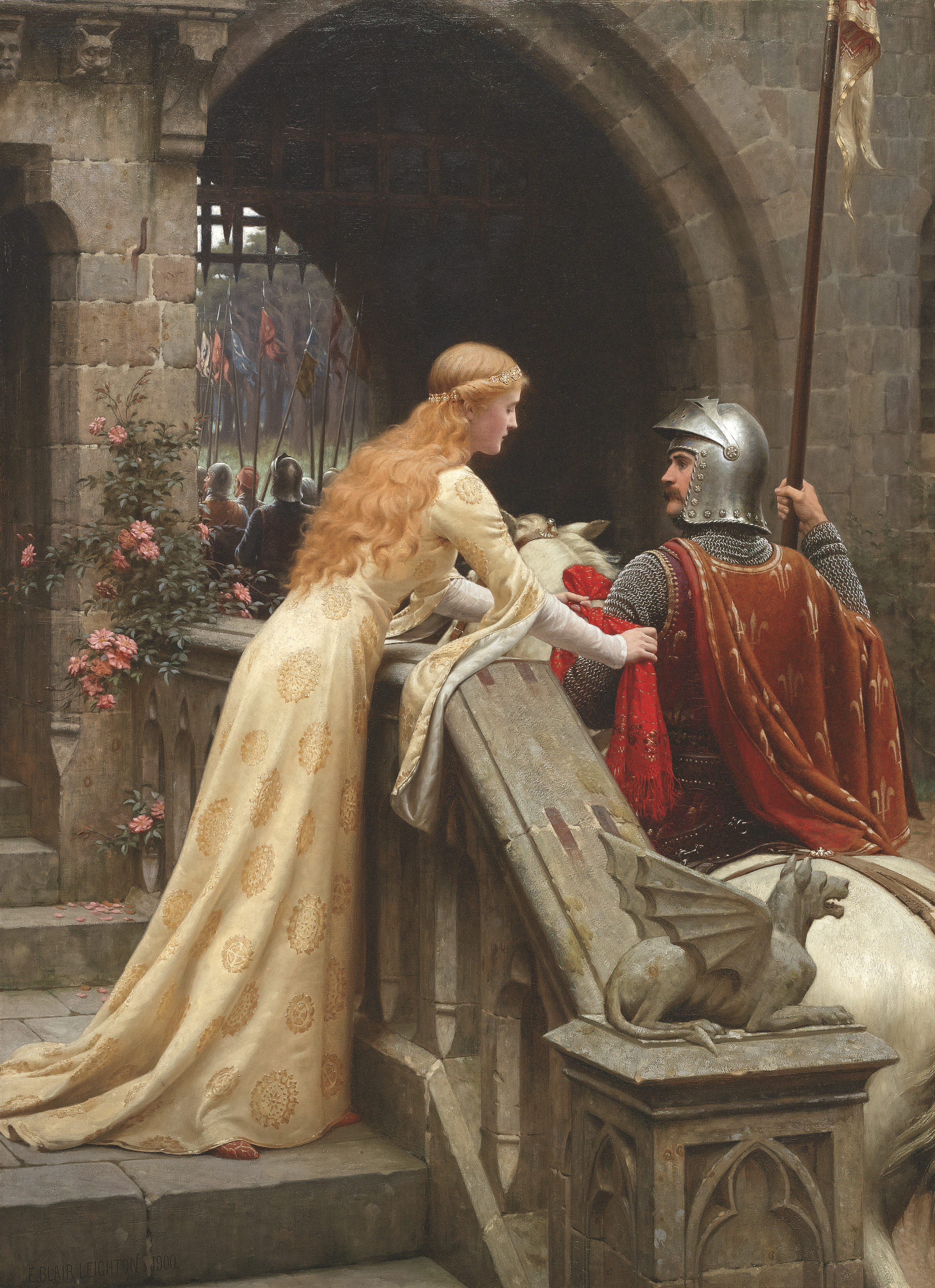
Лицарі часто піддаються випробуванню свого вміння знаходити баланс між кодом поведінки і лицарською честю з одного боку та куртуазним коханням і поклонінням Прекрасній Дамі — з іншого.
(«Бог на поміч» — Едмунд Лейтон, 1900)

Основою сюжету «Сера Ґавейна і Зеленого Лицаря» є випробування Ґавейна на вірність лицарським правилам. У творі представлена типова для середньовічної літератури фабула спокуси, де лицар проходив серію випробувань, у яких мав виявлявляти ту чи іншу чесноти. Часто випробування починалось після певних помилок, допущених лицарем. Успіх у випробуваннях часто давав лицарю певну удачу або невразливість. Від успіху Ґавейна залежало його життя, хоча він про це не знає.
Крім лицарського кодексу, Ґавейн повинен дотримуватись правил куртуазного кохання. Кодекс лицаря наказує йому робити все, про що просить дама. Ґавейн не може відмовитись від подарунка у вигляді поясу, але при цьому він повинен виконати обіцянку і віддати все, що він отримав за цей день. Ґавейн воліє залишити пояс собі, порушивши слово і залишившись вірним дамі. Попри сприятливий для себе результат, Ґавейн не зміг проявити себе як шляхетний лицар. Це випробування демонструє конфлікт, що виникає між лицарським кодексом і правилами куртуазної поведінки, які, як виявилось, можуть бути несумісними у певних ситуаціях.

### Полювання і спокуса
У дослідженнях поеми часто проводиться паралель між сценами полювання та спокуси. Значущі епізоди — фінальне полювання на лисицю і підношення у подарунок магічного поясу йдуть у порівнянні: Ґавейн, як лисиця, боїться за своє життя і шукає способи врятуватися від сокири Зеленого Лицаря. Як і лисиця, Ґавейн використовує свою хитрість. Леді Бертілак також поводиться подібно до лисиці і змінює тактику спокуси.
Перші дві сцени полювання менш показові, хоча дослідники намагаються знайти зв’язок між ними і поведінкою Ґавейна. Наприклад, відомо, що полювання на оленя у ті часи мало чіткий регламент і правила, як і лицарський кодекс стосовно жінок. Полювання на оленя, як і поведінка леді Бертілак того дня, — легке заняття без прояву особливої завзятості.
На відміну від попереднього, полювання на кабана — складніший, лютіший процес. Під час полювання на кабана використовувався меч, мисливець повинен підходити до звіра сам один, при цьому кабан може серйозно його поранити. Леді Бертілак також веде себе більш напористо, але Ґавейн уміло опирається. Обидві сцени демонструють перемогу моралі: Ґавейн і Бертілак перемагають у своїх двобоях сам на сам.

### Людська природа проти кодексу лицаря
Природа, на противагу раціональному і систематизованому устрою Камелоту, являє собою дещо хаотичне і неконтрольоване у поемі Сер Ґавейн і Зелений Лицар. Вершник на зеленому коні, який потрапляє у мирні володіння короля Артура, — символічне зображення природної стихії, що розбушувалася. Природа порушує звичний порядок життя в оповіді, як символічно, так і прямо зачіпаючи душевні якості людей. Природа вживається в двох значеннях — світ навколо і людська сутність. Друге стає причиною конфліктів — між Ґавейном і Зеленим Лицарем на початку роману, між спокусою і боргом в замку Бертілака, де на третій день між честю і власним життям Ґавейн вибирає друге. Природа назавжди залишається з людиною і всередині неї, роблячи її недосконалою. У творі Ґавейн — об’єкт перевірки на здатність людини контролювати природу.
Існують інші інтерпретації сюжету, де переважно конфлікті твору бачиться алегорія боротьби християнства, представленого у вигляді лицарського товариства, і язичництва. У запеклій боротьбі проти язичників християнство повністю відірвалося від витоків життя в природі та жіночої сутності буття. Зелений пояс являє собою все те, чого бракує лицарському пентаклю, тільки цей предмет може врятувати Ґавейна. Артуріанське суспільство приречене, поки воно не усвідомлює недосяжність своїх ідеалів і заради цілісності і здорового реалізму не прийме «язичницькі» цінності, що представлені Зеленим Лицарем

### Гра
Слово gomen (гра) зустрічається у поемі 18 разів. Його подібність зі словом gome (людина), яке з’являється 21 раз, призвело до того, що у деяких дослідженнях роману мають велике значення зв’язки людей та ігор. Під іграми тут розуміється випробування на шляхетство (виклик Зеленого Лицаря на «Різдвяну гру»). «Гра» на обмін дарами — загальноприйнятий звичай германської культури. Коли людина отримувала подарунок, то була зобов’язана подарувати у відповідь кращий подарунок або ж ризикувала втратою честі. Поема концентрується на двох іграх — обмін ударами та обмін перемогами. Елементи цих ігор наявні й в інших творах, але вперше з'являються у «Ґавейні».

### Пори року
Час, дати, сезони і цикли в поемі Сер Ґавейн і Зелений Лицар несуть у собі символічний відтінок. Сюжетна дія починається напередодні Нового року, а кульмінація відбувається через рік і один день — у Новий рік. Ґавейн залишає Камелот у День усіх святих і приїжджає в замок Бертілака в Святвечір. Твір починається і закінчується взимку, що може служити спробою автора передати неминучість смерті всього, в тому числі добра і благородства. Ця тема посилюється відсиланням до Троянської війни — сильна і, здавалося, непереможна нація загинула через гордість і зарозумілість.

## Символізм

### Символічне значення зеленого кольору

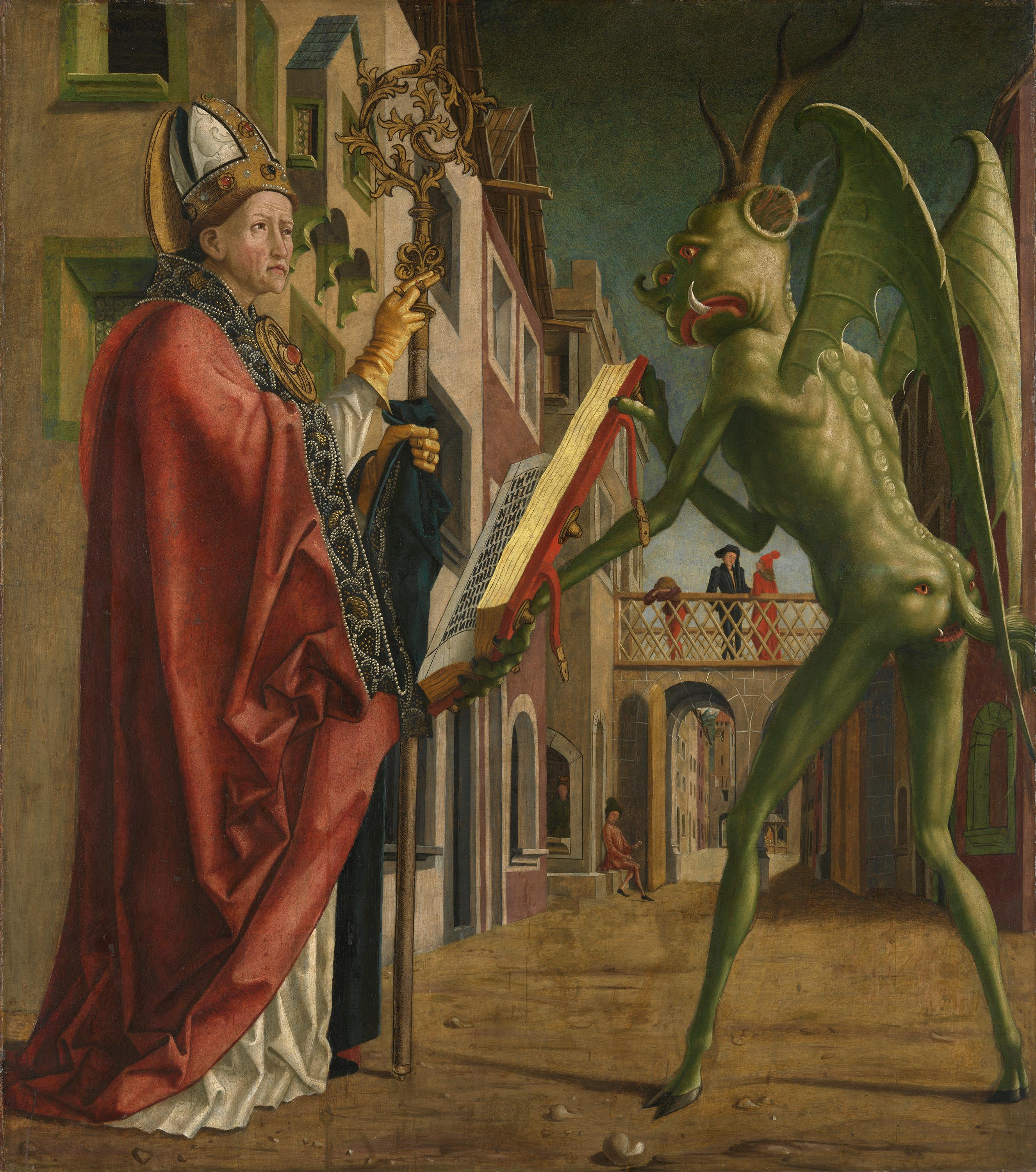
Отець Августин і Сатана — Міхаель Пахер, XV ст.
Диявол зеленого кольору. Поети того часу, наприклад, Джеффрі Чосер, також пов’язували зелений колір з дияволом, із чого дослідники середньовічної літератури зробили висновок про образ Зеленого Лицаря

Через різноманітні, часто суперечливі трактування значення зеленого кольору його символіка в поемі залишається недостатньо ясною. В англійському фольклорі та літературі зелений колір традиційно асоціювався з природою і її атрибутами — родючістю і відродженням. Твори Середньовіччя також пов'язували колір із любов'ю і основними бажаннями людини. У зв'язку з причетністю до фей і духів у ранньому англійському фольклорі зелений колір також ототожнювався з чаклунством, підступами диявола і злом. Також колір міг уособлювати занепад і отруєння. У поєднанні з золотом зелений колір часто означав молодість, яка відходить. У кельтській міфології зелений колір асоціюється з нещастям і смертю, і тому уникали його використання в одязі. Зелений пояс, що спочатку використовувався для захисту, став символом ганьби і боягузтва; остаточно ставши символом слави у лицарів Камелоту, цей пояс символізує трансформацію від добра до зла і навпаки; таким чином, зелений колір несе в собі символіку і псування, і відродження.

### Зелений Лицар
Дослідження образу Зеленого Лицаря проводилися з дня виявлення манускрипту поеми. Він міг бути варіацією Зеленої людини — міфологічної істоти, пов'язаної з природою у творах середньовічного мистецтва, християнським символом або дияволом. К. С. Льюїс, який досліджував Середньовіччя, сказав, що персонаж був «таким же яскравим і конкретним, як і будь-який літературний образ», а Дж. Р. Р. Толкін говорив, що він — «найскладніший персонаж» у поемі. Основна функція Зеленого Лицаря в Артуріанській літературі — судити і випробовувати лицарів. Таким чином, він одночасно є жахливим, доброзичливим і таємничим героєм. Персонаж з'являється ще в двох поетичних творах: Зелений лицар (The Greene Knight) і Король Артур і Король Корнуольський (King Arthur and King Cornwall). Дослідники намагалися знайти зв'язок між Зеленим Лицарем і іншими героями, такими як Зелений Джек з англійського фольклору і Хізір, але поки не виявили будь-яких конкретних відносин між персонажами.
Існує ймовірність, що зелений колір був приписаний персонажу помилково, в результаті неправильного перекладу або розуміння поетом ірландського слова glas, яке може позначати, крім зеленого, сірий колір. У «Смерті Куроя» (ірландська легенда) Курой заміщає Бертілака і часто іменується «людиною в сірій мантії». Хоча слова, використані у творі для позначення сірого кольору, — lachtna або odar — позначають молочно-сірий і темний кольори відповідно, у більш пізніх творах, де з'являється Зелений Лицар, використовується слово glas, що могло призвести до неправильного розуміння змісту.

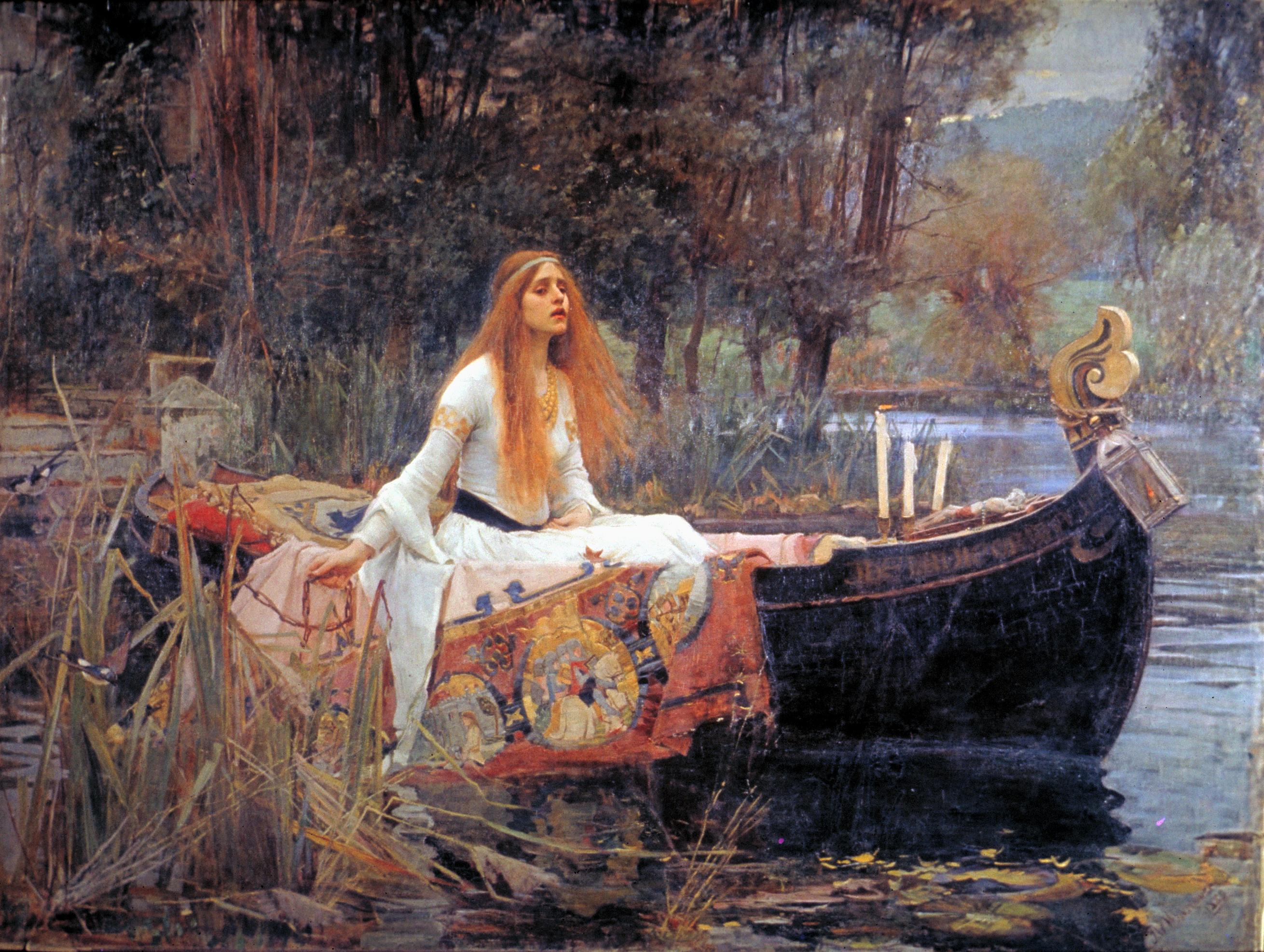
Відома героїня артуріанського циклу, Чарівниця Шалот, носить середньовічний пояс.
(Джон Вільям Вотергаус, 1888)

### Пояс
Символічна роль пояса в поемі розглядається дослідниками твору в різних ключах, починаючи від сексуального і закінчуючи духовним. Ті, хто дотримуються першої точки зору, стверджують, що пояс символізує «сексуальний трофей». Однак не зовсім ясно, хто є переможцем — Ґавейн чи леді Бертілак. Духовне значення пояса полягає в тому, що за його допомогою Ґавейн сподівається захистити себе від загибелі, тим самим показуючи, що його віра в Бога і його допомога недостатня, оскільки, вставши перед фактом неминучої загибелі, Ґавейн воліє довіритися магічного поясу, а не Божій волі. Зеленого Лицаря іноді порівнюють з Христом, який подолав смерть і воскрес, а Ґавейна — з типовим християнином, який, віруючи в Бога, все ж побоюється смерті. Пояс — різноплановий символ твору, що стає ключовим моментом сюжету. Ґавейн здатний протистояти прийомам леді Бертілак, але не може відмовитися від чарівних властивостей пояса. Він намагається діяти в рамках кодексу лицаря, але у творі чітко проявляється суперечливість і неузгодженість різних лицарських підвалин, що часом заперечують одна одну. Ґавейн розривається між обов'язковим служінням Дамі і виконанням її прохань та своєю обіцянкою Бертілаку.  Однак на рішення Ґавейна взяти пояс вплинули не ці протиріччя, а його власні страхи. У кінці поеми Ґавейн повертається в Камелот одягненим у зелений пояс як символ боягузтва, і король Артур наказує усім лицарям носити такі пояси на пам'ять про пригоду Ґавейна; почасти цей акт викликаний і визнанням того, що всі вони насамперед є людьми, і лише потім — лицарями.

### Пентакль

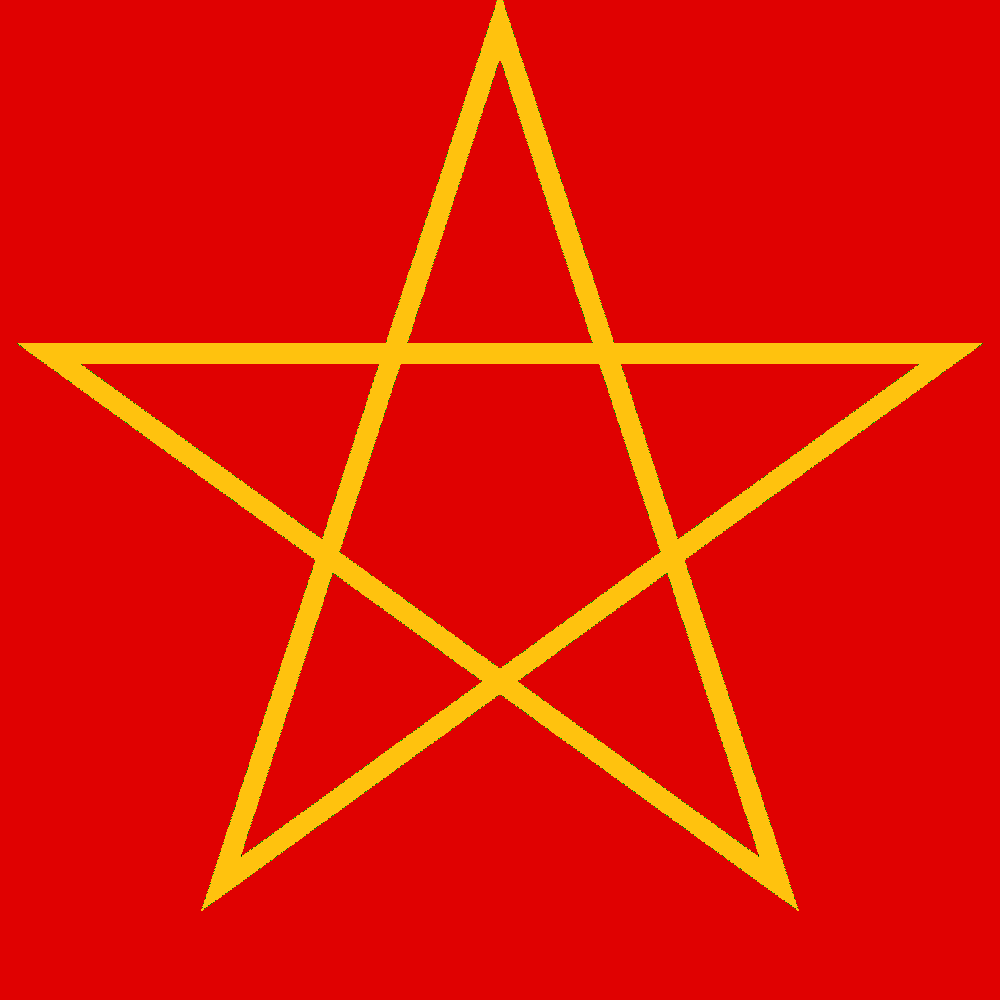
Зображення на щиті Ґавейна — золотий пентакль на червоному фоні

Пентакль, зображений на щиті Ґавейна, на думку багатьох дослідників, означає досконалість героя і його перевагу над силами зла. Символ використовується тільки в цьому творі, більш того, для опису символу, поет використав 46 рядків — це найдовший і докладний опис символічної деталі в творі. У поемі пентакль характеризується як символ вірності і «нескінченний вузол». У рядку 625 зазначається, що це «знак Соломона». Цар Соломон, що жив у X столітті до н. е., носив кільце з пентаграмою, яке, за легендою, він отримав від архангела Михаїла. Вважалося, що пентаграма давала Соломону владу над демонами.
Пентаграма несе в собі і магічні елементи. У Німеччині цей символ називався Drudenfuß і містився на будинках та інших об'єктах із метою відлякування зла. Знак також наносився на зброю, проте, зв'язок саме магічної пентаграми з Ґавейном не встановлено.
Пентаграма Ґавейна також символізує «феномен фізично нескінченних об'єктів, вічну якість».  Багато поетів використовували для цього символ кола, але автор Сера Ґавейна і Зеленого Лицаря побажав включити щось складніше. У середньовічній нумерології число «5» вважалося «круговим», оскільки при зведенні в ступінь отримаються всі числа, які закінчуються на 5, — число «примножує свою силу». Більш того, геометрично в п'ятикутник, що знаходиться в центрі пентакля, можна вписати ще один пентакль, у центр того — також, і так — до безкінечності. Репродукуючи число «5», яке в середньовічній символіці носило значення непідкупності, пентакль Ґавейна позначає його нескінченну непідкупність.

### Кільце
Відмова Ґавейна прийняти кільце леді Бертілак має важливе символічне значення: за часів, коли створювався твір, існувало повір'я, що кільця і дорогоцінні камені відіграють роль талісманів. У кільце Леді Бертілак був вправлений рубін або карбункул, який поет порівняв із сонцем, яке яскраво світить («brygt sunne»; рядок 1819) та вогняним сонцем («fiery sun»). Магічні і захисні кільця — найпоширеніший елемент творів Артуріани.

### Числа
Поет приділив особливу увагу числам і їх символіці з метою надання симетрії і смислового навантаження твору. Наприклад, Ґавейн і леді Бертілак обмінюються трьома поцілунками; випробування Ґавейна тривають три дні; Бертілак вирушає на полювання тричі; Зелений Лицар тричі замахується сокирою. Також часто з'являється число «2» — дві сцени обезголовлювання, два епізоди визнання і два замки. П'ять променів пентакля, за словами поета, позначають п'ять чеснот Ґавейна, кожна з яких також блищить в п'ятикратному розмірі («faithful five ways and five times each»).  Автор перераховує ці достоїнства Ґавейна: п'ять бездоганних почуттів, п'ять пальців, які ніколи не підведуть, він пам'ятає п'ять ран Христа і п'ять радісних таємниць Діви Марії. П'ятою п'ятіркою є сам Ґавейн, який уособлює п'ять лицарських чеснот: дружбу, шляхетність, цнотливість, куртуазність і пієтет. Всі ці якості, за словами поета, пов'язані в нескінченний вузол пентакль, який назавжди переплетений і ніколи не розірветься. Таким чином, досконалий образ Ґавейна передається автором через символіку чисел. Число «5» також визначає 5 дилем Ґавейна. Перше випробування — поява Зеленого Лицаря, відмова від зухвалої пропозиції лицаря могла б негативно позначитися на репутації Ґавейна. Прийнявши його пропозицію, Ґавейн приходить до іншої дилеми. Він повинен захистити і честь, і своє життя. Третя дилема виникає після парі з Бертілаком. Дружина Бертілака спокушає героя, і він не може обмінятися цим «даром» з Бертілаком і в той же час не може відмовитися від парі. Згідно з кодексом лицарської честі, Ґавейн зобов'язаний відмовити леді Бертілак, але при цьому зробити це чемно — це його четверта дилема. П'ята дилема — пояс, який він погодився приховати від Бертілака, але, згідно з правилами парі, повинен віддати.

### Рани
Кульмінаційний момент твору — третій удар Зеленого Лицаря, який залишає невелику рану на шиї Ґавейна. У ті часи вважалося, що душа і тіло тісно пов'язані один з одним, і будь-яка рана зовні була ознакою гріха, що таїться всередині. Вважалося, що шия безпосередньо контактувала з частиною душі, що відповідає за волю, і з'єднувала розум (голову) із почуттями і поривами (серцем). Під час випробувань Зелений Лицар виявив слабкість Ґавейна, яка жила всередині нього протягом всієї оповіді, — бажання використовувати свою волю заради корисливих цілей і гордині, замість того, щоб підпорядкувати її Божественному промислу; цей порок виявляється Зеленим Лицарем не тільки у Ґавейна, а й у всього Камелоту і людства в цілому. При цьому вважалося, що рани Христа зцілили людські душі; в поемі згадується цей факт, і автор висловлює надію на зцілення людства від гордині і користі.

## Інтерпретація поеми

### Лицарський роман

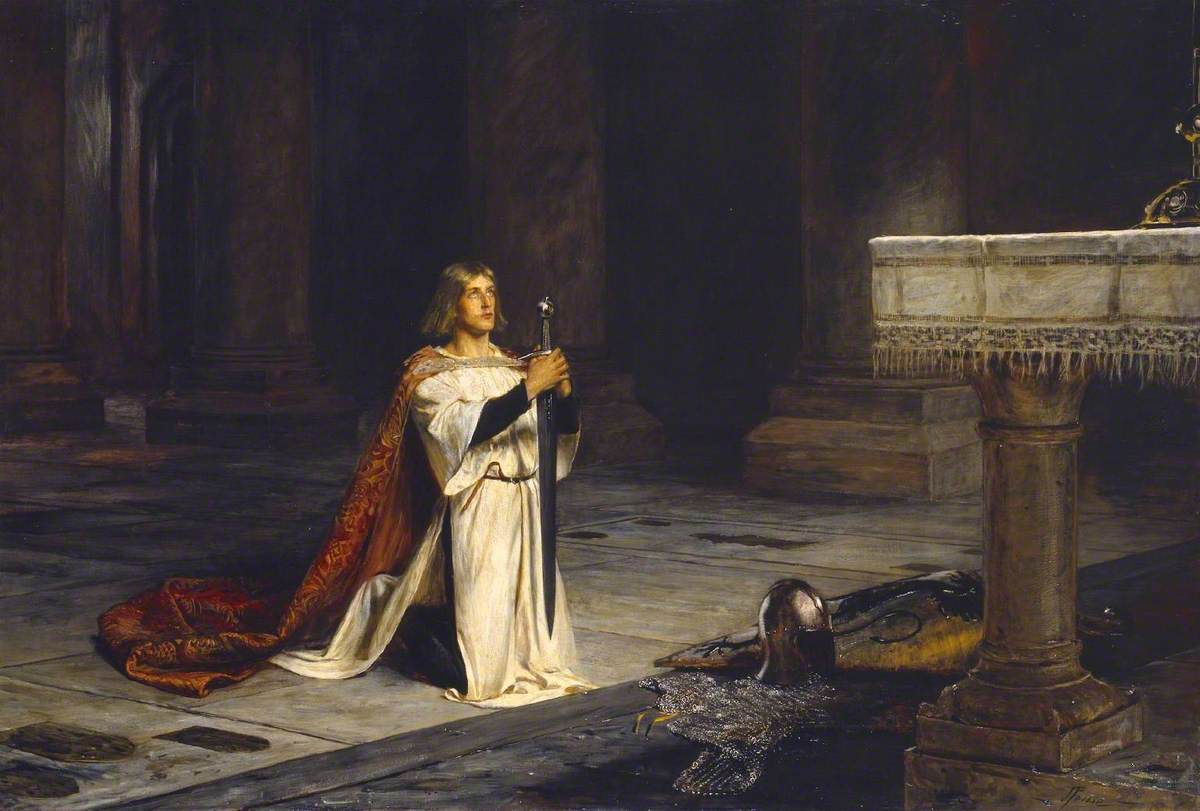
Ґавейн — ідеальний лицар, воїн, коханий і служитель Бога.
(The Vigil, Джон Петті, 1884)

Багато критиків оскаржують належність Сера Ґавейна і Зеленого Лицаря до жанру лицарського роману, де за його законами в головних ролях виступають героїчні, благородні, ідеальні лицарі, часто володіють якими-небудь особливими силами, строго дотримуються Кодексу і перемагають монстрів, які зустрічаються їм на шляху.
Ґавейн повинен бути чемпіоном серед лицарів, найкращим з представників людства, що справляється з усіма випробуваннями, однак тут він постає як звичайна людина, що має такі ж слабкості, як і всі інші. Він володіє всіма лицарськими якостями, але в той же час є людянішим і реалістичнішим.
Критики порівнюють поведінку героїв твору з кодексом англійського Ордену Підв'язки. Девіз ордену honi soit qui mal y pense («хай засоромиться той, хто знайде тут зло») з'являється в кінці поеми. Пояси, які стали носити лицарі після пригоди Ґавейна, перегукуються з підв'язками. Можливо, девіз був приписаний не автором, а писарем, тим не менш, він створює зв'язок з цим лицарським орденом.

### Християнське трактування

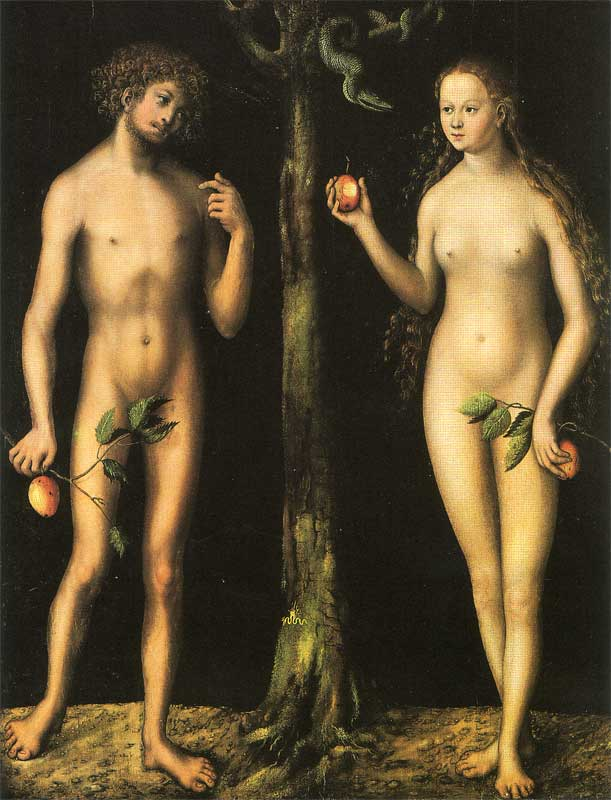
Дослідники вказують на паралель між тим, як леді Бертілак дарувала Ґавейну пояс, і тим, як Єва піднесла Адаму заборонений плід.
(Адам і Єва, Лукас Кранах, 1513)

Поема використовує безліч християнських алюзій — від образів Адама і Єви до Ісуса Христа. Існує бачення образу Ґавейна як Ноя, що відокремився від суспільства і отримав попередження від Зеленого Лицаря (представляє Бога) про прийдешній кінець Камелоту. Проте лицарі помилково трактували результат пригод Ґавейна і стали носити пояси самі, не піклуючись про те, що протиріччя правил їхнього суспільства, неможливість повного злиття лицарського і людського призведе до руйнування їхнього світу.
У зображенні Камелоту автор показує своє занепокоєння за долю суспільства, чиє неминуче падіння приведе до повного руйнування, визначеного Богом. Поема створювалася за часів Чорної смерті і найбільшого селянського повстання 1381 року — подій, що схилили людей до апокаліптичних вірувань, які відбилися у культурі і літературі. Відповідно до протилежної точки зору, Зелений Лицар представляє сторону зла і пов'язаний з дияволом, оскільки він зачарований феєю Морґаною.
Часто критики порівнюють зелений пояс із терновим вінцем Христа, а в самій поемі є вказівка на «Бога в терновому вінку».
По ходу розповіді Ґавейн зустрічає різні випробування, що перевіряють його відданість у служінні Богу. Коли Ґавейн збивається зі шляху по дорозі до Зеленої каплиці, він молиться Діві Марії і знаходить шлях. Однак при зустрічі з Зеленим Лицарем він сподівається на пояс, а не на Діву Марію, що, відповідно до християнського трактування, і призводить до переоцінки їхніх цінностей після зустрічі з лицарем і третього удару, який залишив шрам.
Також проводиться аналогія з історією Адама і Єви. Як і Адам, Ґавейн піддається спокусі і забирає собі пояс. На відміну від біблійного сюжету, Зелений Лицар прощає Ґавейна і дає йому шанс стати кращим і вчитися на своїх помилках.

### Феміністичне трактування

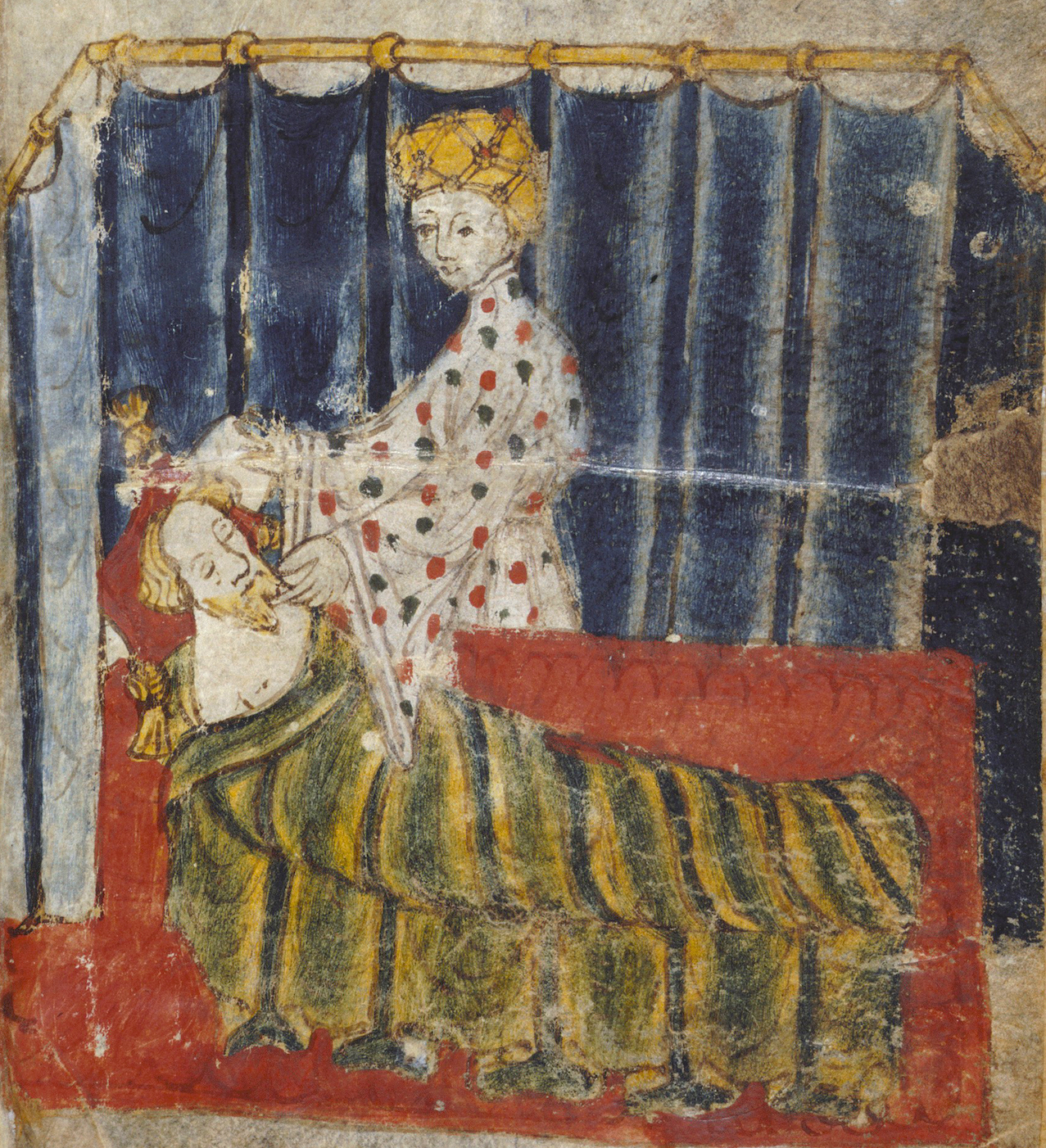
Леді Бертілак біля ліжка Ґавейна (із оригіналу манускрипту, автор невідомий)

Прихильники фемінізму розглядають поему як демонстрацію тотальної переваги жінок над чоловіками. Леді Бертілак і фея Морґана виявляються наймогутнішими персонажами, особливо Морґана, яка, залишаючись за кадром, почала всю цю гру, зачарувавши Зеленого Лицаря. Жінконенависницький монолог Ґавейна, в якому звинувачує жінок у всіх своїх нещастях і перераховує чоловіків, які стали жертвами жіночої підступності, підкріплює цю позицію критиків.
Існує протилежне трактування — розповідь фокусується на думках і вчинках чоловіків. Навіть леді Бертілак проявляє більше чоловічих, ніж жіночих якостей, а коли вона виходить з покоїв Ґавейна, його думки і почуття концентруються на перебігу подій, а не на жінці. Саме Ґавейн приймає всі рішення, що впливають на результат подій; тільки він несе відповідальність за те, що відбувається.
У сценах у спальні позитивні і негативні дії леді Бертілак продиктовані її бажанням. Почуття змушують її прийняти на себе чоловічу роль і домагатися взаємності. У той же час вони змушують її піти на зраду. Критики порівнюють її з біблійною Євою. Леді Бертілак змушує Ґавейна прийняти заборонений плід (пояс) і порушити договір з Бертілаком.

### Постколоніальна інтерпретація
З 1350 по 1400 роки, в період, коли, імовірно, був написаний твір, Уельс зазнав декількох нападів з боку Англії, яка прагнула колонізувати ці землі. Автор поеми пише на діалекті прикордонного регіону (межа Уельсу і Англії), тим самим потенційно він перебував в центрі протистояння. Таким чином, одним з основних полів для дослідження поеми є взаємодія і конфлікт в ній англійської та валлійської культур. Поема відображає також гібрид цих двох культур, що виник на кордоні держав та породив свої традиції і правила.

### Маршрут Ґавейна

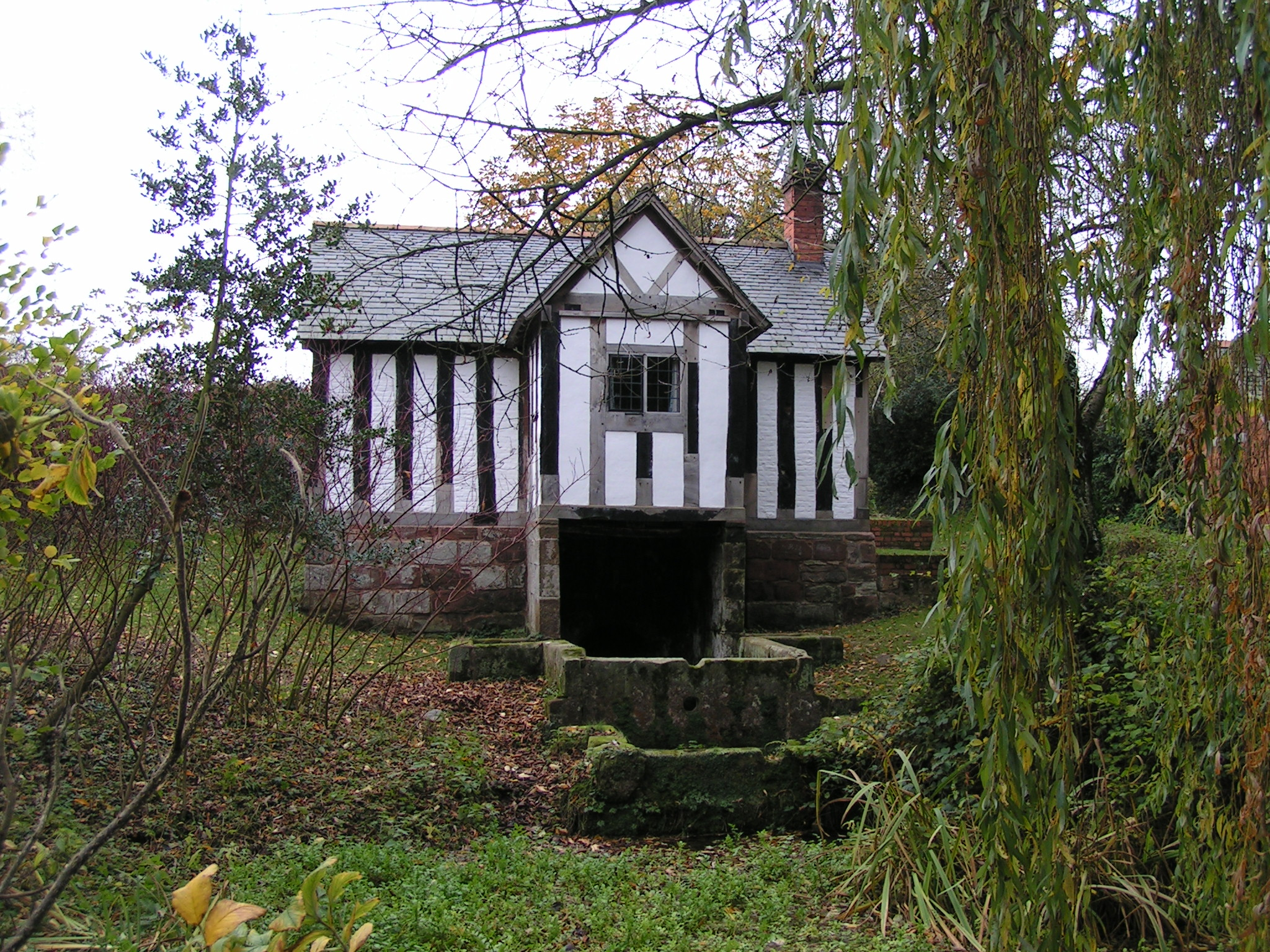
Колодязь у Холівеллі — один з можливих пунктів, де зупинявся Ґавейн на шляху до Зеленої каплиці

Деякі дослідники спробували визначити географічний маршрут подорожі Ґавейна до Зеленої каплиці. У поемі згадуються острови Англсі; нині острів з такою назвою знаходиться біля узбережжя Уельсу. У рядку 700 йдеться про те, як Ґавейн перетнув Холі Хед, дослідники схиляються до того, що це могло бути місто Холівелл або Поултонське цистерціанське абатство в Пулфорді. Місто Холлівел асоціюється з обезголовлюванням Св. Вінефріди. За легендою, вона була страчена місцевим главою за відмову вступити з ним у сексуальні відносини. Її дядько, теж святий, приклав голову до тіла і оживив племінницю, залишивши на шиї лише білий шрам. Паралель цієї історії з пригодами Ґавейна підкріплює припущення про те, що він міг опинитися на шляху Ґавейна.
Замок Бертілака і Зелена каплиця знаходяться у тому регіоні, де проживав поет. Ймовірно, що замок перебував у окрузі Світхемлі, оскільки є збіги у топографічних деталях, зазначених у поемі, і там у XIV столітті жили всі тварини (олень, кабан, лисиця), на яких полював Бертілак. Можливо, що Зелена каплиця знаходиться або у Ладчерче, або у Ветонні, оскільки ці місця схожі на ті, що автор описував у творі.

### Гомосексуальне трактування
Згідно дослідника Середньовіччя Річарда Зайковіца, Зелений Лицар є загрозою для гомосоціальних відносин середньовічного світу, особливо Камелоту, де чоловіча дружба є однією з основ суспільства. Дослідник заперечує гомоеротичне ставлення автора твору по відношенню до героя. Обійми і поцілунки Ґавейна і Бертілака є проявом саме лицарської дружби, а не гомосексуальних нахилів.
За часів, коли створювалася поема, католицька церква почала проявляти занепокоєння з приводу таких публічних проявів чоловічої дружби. В іншому творі, який увійшов у манускрипт, — Чистота — автор вказує на деякі вади людства, серед яких була і гомосексуальність.
Іноді в критичних роботах вказується на те, що Ґавейн є «жіночним» персонажем, пасивно веде себе в сценах з леді Бертілак і виявляє більше емоцій по відношенню до її чоловіка.

## Сучасні переклади сюжету

### Книги
У 1925 році Дж. Р. Р. Толкін і Е. В. Гордон опублікували видання, куди увійшов текст-оригінал і коментарі, які часто плутають з перекладом цього твору на сучасну англійську мову, створені пізніше Толкіном разом з перекладами Перлини і Сера Орфео. Переклад був опублікований в 1975 році через невеликий проміжок часу після смерті письменника. При перекладі Толкін намагався максимально зберегти відмінні риси поетики і стилістики поеми, особливості жанру і часу його написання; він зберіг і навіть розширив діапазон застосування алітерації, залишив архаїчні епітети і фрази. Переклади сюжету поеми увійшли до збірки Роджера Ланселіна Гріна Пригоди Короля Артура і лицарів Круглого Столу, опублікованої в 1953 році. У 1993 році Айріс Мердок написала роман Зелений Лицар, де сюжет поеми вплетений в реалії XX століття і являє себою особистісну драму і комедію помилок. У 2007 році Саймон Армітідж, що виріс в місцях, де жив автор «Сера Ґавейна», опублікував свій переклад, який привернув увагу читачів і критиків США і Великої Британії. Українською мовою збірка Сер Ґавейн і Зелений Лицар, а також Перлина і Сер Орфео вперше вийшла у перекладі Олени О'Лір у видавництві "Астролябія" 2021 року.

### Театр
У 1971 році Театр Тайнсайд (Ньюкасл-апон-Тайн) представив постановку Сера Ґавейна і Зеленого Лицаря (в перекладі Стоуна). У виставі використовувалися середньовічні музичні інструменти — нортумбрійські дудки, бойран та інші.
У 1992 році Саймон Корбл адаптував поему для постановки театральної трупи Мідсоммер, де використовувалися середньовічні музичні інструменти, музика і пісні
.

### Опера
У 1978 році композитор Річард Блекфорд створив перший оперний переклад твору. Опера складалася з 6 сцен і була записана компанією Decca Records в 1979 році та випущена лейблом 'ARGO'.
У 1991 році Гаррісон Бертуїстл створив оперу під назвою Ґавейн. Опера отримала визнання критиків за збереження складності сюжету і одночасну подачу матеріалу в легкій ліричній музичній формі. У 2002 році вийшла опера «Гвінет і Зелений Лицар» (Gwyneth і Green Knight) Лінн Плаумен, де використовуються сюжетні мотиви поеми, але дія фокусується на супутниці Ґавейна — Гвінет, яка бажає стати лицарем. Ця версія отримала хороші відгуки за доступність матеріалу, привабливість для дитячої аудиторії та сімейного перегляду, але за використання сучасної мови і повчальність були отримані негативні оцінки.

### Кінематограф
Поему екранізували кілька разів.
Першими двома екранізаціями були Сер Ґавейн і Зелений Лицар 1973 року і Меч сміливця: Ґавейн 1984 року, де знялися Майлз О'Кіфф у ролі Ґавейна і Шон Коннері в ролі Зеленого Лицаря. Версія 1973 року зазнала критики за відхід від сюжетної лінії поеми. Наприклад, у фільм включені пригоди Ґавейна, не описані в поемі; також Бертілак і Зелений Лицар там ніяк не пов'язані.
Також був знятий однойменний телефільм у 1991 році («Сер Ґавейн і Зелений Лицар») і мультфільм у 2002 році. 2021 року вийшов фільм "Легенда про Зеленого лицаря", зрежисований Девідом Лоурі.

## Видання
- Толкін Дж. Р. Р. Сер Ґавейн і Зелений Лицар, а також Перлина і Сер Орфео / за редакцією Крістофера Толкіна ; переклала з англійської Олена О’Лір. Львів : Видавництво «Астролябія», 2021. 336 с..
- Английские предания и легенды / Пер. с англ. С. Лихачёвой. Сост. Н. Будур. — М.: АСТ, Астрель, 2004. — 493 с. — (Серия: Литературный Альбион). — ISBN 5-17-022978-X. ISBN 5-271-08198-2. — Тираж: 5000 экз.
- Сэр Гавейн и Зелёный рыцарь / Пер. с англ. В. П. Бетаки. — М.: Наука, 2003. — 250 с. — (Серия: Литературные памятники). — ISBN 5-02-032660-7. — Тираж: 2000 экз.
- Сэр Гавейн и Зелёный Рыцарь / Пер. со среднеангл. Н. Резниковой и В. Тихомирова. — М.: Ладомир, 2005. — 319 с.; — М.: Аграф, 2006. — 336 с. — ISBN 5-7784-0310-0. — Тираж: 1000 экз.

Переклад Дж. Р. Р. Толкіна
- Толкин Джон Р. Р. Профессор и чудовища / Пер. с англ. Н. Горелова, М. Каменкович и С. Степанова. Сост. Н. Горелов. — М.: Азбука-классика, 2006. — 208 с. — ISBN 5-352-01847-4. — Тираж: 5000 экз.
- Толкин Джон Р. Р. Чудовища и критики: сборник статей, эссе, лекций и переводов / Пер. с англ. С. Лихачёвой. — М.: АСТ, 2008. — 416 с. — (Серия: Philosophy). — ISBN 978-5-17-046742-6. — Тираж: 3000 экз.